# Sangala uxisama
Sangala uxisama là một loài bướm đêm trong họ Geometridae.